# لوكاس غافارو
لوكاس غافارو (بالإسبانية: Lucas Gafarot) (26 سبتمبر 1994 بسان خوستو ديزفيرا في إسبانيا - ) هو لاعب كرة قدم أرجنتيني وإسباني في مركز الوسط. لعب مع نادي برشلونة ب ونادي برشلونة ونادي كورنيا.

## روابط خارجية
- لوكاس غافارو على موقع قاعدة بيانات كرة القدم.إي يو (الإنجليزية)
- لوكاس غافارو على موقع Soccerbase.com (لاعب) (الإنجليزية)
- لوكاس غافارو على موقع Soccerway.com (الإنجليزية)
- لوكاس غافارو على موقع عالم كرة القدم.نت (الإنجليزية)
- لوكاس غافارو على موقع AS.com (الإسبانية)